# Halichondria leuconoides
Halichondria leuconoides är en svampdjursart som beskrevs av Topsent 1892. Halichondria leuconoides ingår i släktet Halichondria och familjen Halichondriidae. Inga underarter finns listade i Catalogue of Life.